# Hidroelectrica
Hidroelectrica S.A. er en rumænsk elektricitetsproducent, der producerer strøm på vandkraftværker i Rumænien. Virksomheden blev etableret i 2000 og ejes af den rumænske stat.